# Lamborghini Jarama
Lamborghini Jarama — спортивный автомобиль, выпускавшийся компанией Lamborghini c 1970 по 1976 годы. Кузов автомобиля был спроектирован Марчелло Гандини (дизайнерский дом Bertone).
В 1970 году компания Lamborghini решила перепроектировать модель Lamborghini Islero для соответствия требованиям США по безопасности. Автомобиль был построен на укороченном шасси Lamborghini Espada.
Автомобиль выпускался в двух модификациях:
- Jarama 400 GT (двигатель Lamborghini V12[англ.] мощностью 350 л. с.);
- Jarama 400 GTS с форсированным до 365 л. с. двигателем.

Помимо изменений в двигателе, в обновлённой версии 400 GTS стали доступны в виде дополнительных опций гидроусилитель руля и автоматическая коробка передач.
Всего было построено 327 автомобилей.